# Angel Eyes (альбом Аниты О’Дэй)
Angel Eyes — студийный альбом американской певицы Аниты О’Дэй, выпущенный в 1979 году в Японии на лейбле Lob. Впоследствии альбом переиздавался: в 1981 году в Соединённых Штатах на лейбле Emily Records с двумя дополнительными треками, а также в 1993 году опять же в Японии, но уже с пятью новыми треками.
Не следует путать его с альбомом 1982 года Misty, который частично повторяет трек-лист.

## Отзывы критиков
| Оценки критиков                     | Оценки критиков |
| Источник                            | Оценка          |
| ----------------------------------- | --------------- |
| AllMusic                            | [ 1 ]           |
| Encyclopedia of Popular Music       | [ 2 ]           |
| The Rolling Stone Jazz Record Guide | [ 3 ]           |

Рон Уинн написал: «Это выдающийся сет … Это стандарты и баллады, хорошо известные и малоизвестные, и они показывают, что она прошла весь путь назад как вокалистка, преодолев борьбу с алкоголем и другими наркотиками, которые отодвигали её на второй план в 60-е годы».

## Список композиций
1. «You’d Be So Nice to Come Home To» (Коул Портер) — 3:53
2. «When Sunny Gets Blue» (Марвин Фишер, Джек Сигал) — 3:06
3. «Angel Eyes» (Эрл Брент, Мэтт Деннис) — 4:26
4. «Honeysuckle Rose» (Фэтс Уоллер, Энди Разаф) — 3:18
5. «Send in the Clowns» (Стивен Сондхайм) — 4:58
6. «Black Coffee» (Сонни Берк, Пол Фрэнсис Вебстер) — 3:27
7. «There’ll Never Be Another You» (Мак Гордон, Гарри Уоррен) — 3:28
8. «Bewitched» (Лоренц Харт, Ричард Роджерс) — 3:51

Бонус-треки американского переиздания 1981 года (Emily Records)
1. «Is You Is or Is You Ain’t My Baby» (Билли Остин, Луи Джордан) — 3:06
2. «I Cried for You» (Гас Арнхайм, Эйб Лайман, Артур Фрид) — 4:54

Бонус-треки японского переиздания 1993 года (TDK! Records)
1. «Misty» (Джонни Берк, Эрролл Гарнер) — 3:11
2. «The Night Has a Thousand Eyes» (Бадди Берньер) — 3:34
3. «Am I Blue» (Гарри Акст, Грант Кларк) — 3:28
4. «Afternoon in Paris» (Джон Льюис) — 3:20
5. «My Heart Belongs to Daddy» (Коул Портер) — 3:12

Американское переиздание 2004 года (Kayo Stereophonic)
1. «Black Coffee» (Сонни Берк, Пол Фрэнсис Вебстер) — 3:27
2. «There’ll Never Be Another You» (Мак Гордон, Гарри Уоррен) — 3:28
3. «Angel Eyes» (Эрл Брент, Мэтт Деннис) — 4:26
4. «Bewitched» (Лоренц Харт, Ричард Роджерс) — 3:51
5. «When Sunny Gets Blue» (Марвин Фишер, Джек Сигал) — 3:06
6. «You’d Be So Nice to Come Home To» (Коул Портер) — 3:53
7. «Misty» (Джонни Берк, Эрролл Гарнер) — 3:11
8. «My Heart Belongs to Daddy» (Коул Портер) — 3:12
9. «Afternoon in Paris» (Джон Льюис) — 3:20
10. «Am I Blue» (Гарри Акст, Грант Кларк) — 3:28

Оригинальный материал записан в июне 1978 года в токийской Pioneer Studio, дополнительные треки переиздания 1993 года там же, но уже в декабре 1981 года.

## Участники записи
- Бас — Харви Ньюмарк (треки с 1 по 8), Джордж Морроу (треки 9 и 10)
- Вокал — Анита О’Дэй
- Ударные — Джон Пул
- Фортепиано — Дуайт Дикерсон (треки с 1 по 8), Дон Эбни (треки с 9 по 13, сессия ’81 года)